# Élection présidentielle algérienne de 2009
L'élection présidentielle algérienne de 2009 s'est déroulé le 9 avril. Le président sortant Abdelaziz Bouteflika a été réélu avec 90,24 % des suffrages. Ces résultats ont été contestés par les adversaires du président.
Le taux de participation officiel est de 74,54 % (20 595 683 inscrits et 14 378 578 suffrages exprimés).

## Système électoral
Le président de la République est élu au suffrage universel direct, pour un mandat de cinq ans au scrutin uninominal majoritaire à deux tours.

## Candidats
| Candidat             | Fonction                                      | Candidature                               | Slogan                                                                                |
| Louisa Hanoune       | Secrétaire générale du Parti des travailleurs | Candidate du Parti des travailleurs       | Parce que la souveraineté populaire est l'immunité nationale, la parole est au peuple |
| Abdelaziz Bouteflika | Président de la République sortant            | Candidat indépendant                      | Une Algérie forte et sereine                                                          |
| Moussa Touati        | Président du Front national algérien          | Candidat du Parti Front national algérien | Pour le changement et la souveraineté au peuple                                       |
| Djahid Younsi        | Secrétaire général du Mouvement El-Islah      | Candidat du Parti Mouvement El-Islah      | Ceci est votre chance pour le changement                                              |
| Ali Fawzi Rebaine    | Président du Parti Ahd 54                     | Candidat du Parti Ahd 54                  | La nécessité du changement radical                                                    |
| Mohamed Saïd         | Ancien cadre supérieur de l'État              | Candidat indépendant                      | Le changement aujourd'hui et pas demain                                               |

## Avant l'élection
Les observateurs politiques en Algérie jugent très probable la participation d’Abdelaziz Bouteflika à l’élection présidentielle d’avril 2009 pour obtenir un troisième mandat.
La candidate du Parti des travailleurs, Louisa Hanoune, indique qu'elle n’a pas reçu « de réponses quant aux doléances exprimées dans la lettre adressée au président de la République» mais « bien que les garanties soient insuffisantes, nous avons estimé qu’il faut prendre part à cette consultation pour le bien de la nation ».

## Partis ayant boycotté l’élection
| RPA | Front des forces socialistes             |  |                 |  |
| UDL | Union pour la démocratie et les libertés |  | M'hamed Gourine |  |
| PST | Parti socialiste des travailleurs        |  |                 |  |

## Résultats
Le 13 avril 2009, le Conseil constitutionnel proclame les résultats.
| Abdelaziz Bouteflika  | 12 911 705 | 90,24 |  |  |
| Louisa Hanoune        | 604 258    | 4,22  |  |  |
| Moussa Touati         | 330 570    | 2,31  |  |  |
| Djahid Younsi         | 196 674    | 1,37  |  |  |
| Ali Fawzi Rebaine     | 133 129    | 0,93  |  |  |
| Mohamed Saïd          | 132 242    | 0,92  |  |  |
|                       |            |       |  |  |
| Total / participation | 15 351 305 | 74,54 |  |  |

## Après l'élection
Louisa Hanoune a annoncé avoir saisi le Conseil constitutionnel sur ce qu'elle a qualifié de cause de fraude.